# 绝代双雄
《绝代双雄》（英語：The Sword and the Song），是1986年新加坡广播局拍攝製作的古装电视剧，取材宋太祖赵匡胤和南唐后主李煜的传说故事。赵匡胤的故事在一定程度上是根据1768年清朝小说《飛龍全傳》改编的。本剧配乐极佳，浓浓的古风。1994年黑龙江电视台引进中国内地，之后在山东电视台、贵州电视台、陕西电视台、安徽电视台、上海电视台等地方电视台播出，曾风靡一时。1996年的台湾电视公司古装剧《情剑山河》，2005年的中国大陆电视剧《问君能有几多愁》，都是基于同一题材的创作。

## 演员表

### 北方（后汉、后周、宋朝）
- 林明哲 饰 赵匡胤
- 陈天文 饰 赵光义
- 陈天祥 饰 赵弘殷
- 陈娟娟 饰 杜四娘
- 刘谦益 饰 刘承祐
- 胡淑珍 饰 贺玉娟
- 严丙量 饰 韩通
- 郭荣仪 饰 韩微
- 顾荣芳 饰 郭威
- 汤文涛 饰 柴荣
- 管雪梅 饰 柴守玉
- 莫燕生 饰 符皇后
- 杨舜捷 饰 柴宗训
- 杨艳清 饰 赵京娘
- 安哲明 饰 赵普
- 廖丽丽 饰 林娇娘（赵普夫人）
- 叶世品 饰 郑恩（张琼）
- 洪慧芳 饰 陶三春
- 周全喜 饰 陶庄主（陶三春父亲）
- 洪培兴 饰 石守信
- 陈延达 饰 慕容延钊
- 黄永汉 饰 王审琦
- 翁嘉勋 饰 赵彦徽
- 王光龙 饰 曹彬
- 郑国平 饰 郭德（郭侗）
- 洪清江 饰 郭志（郭信）
- 陈碧风 饰 小青（郭威之女乐安公主）
- 潘清豪 饰 赵德昭
- 黄明顺 饰 王基
- 谢德胜 饰 柴富

### 南方（南唐、楚）
- 李文海 饰 李煜
- 郑宛玲 饰 周慧敏(女英)
- 邬伟强 饰 李璟
- 朱玉叶 饰 钟皇后
- 陈秀环 饰 周娥皇
- 戴鹏 饰 徐铉
- 林金池 饰 韦一笑
- 夏川 饰 林仁肇
- 林丽云 饰 林雁（林仁肇妹）
- 林廷 饰 樊若水
- 杨竣贺 饰 李景遂
- 黄世南 饰 李弘冀
- 金举洪 饰 李从善
- 刘秋莲 饰 黄凤儿
  - 谢韵仪 饰 小黄凤儿
- 梁宝柱 饰 黄守忠（黄保仪父亲）
- 陈濛 饰 黄夫人
- 傅水玉 饰 流珠（李煜侍女，后为嫔御）
- 曾耀峰 饰 皇甫继勋
- 白言 饰 周宗（李煜岳父，合并陈乔戏份）
- 许海伦 饰 周夫人
- 云昌涣 饰 冯延巳
- 陈来财 饰 明空大师（原型应为法眼禅师）
- 谢振凯 饰 李仲宣
- 袁玉英 饰 窅娘
- 陈风凌 饰 阿蛮
- 谢芳芳 饰 倩儿